# Lagoa das Pombas
Lagoa das Pombas är en lagun i Brasilien.   Den ligger i delstaten Rio Grande do Sul, i den södra delen av landet, 1 600 km söder om huvudstaden Brasília. Lagoa das Pombas ligger 2 meter över havet. Arean är 0,18 kvadratkilometer. Den ligger vid sjön Lagoa de Fora. Den sträcker sig 0,6 kilometer i nord-sydlig riktning, och 0,6 kilometer i öst-västlig riktning.
I omgivningarna runt Lagoa das Pombas växer i huvudsak städsegrön lövskog. Runt Lagoa das Pombas är det ganska tätbefolkat, med 166 invånare per kvadratkilometer.